# Coppa del Mondo di bob 2011
La Coppa del Mondo di bob 2010/11, organizzata dalla FIBT, ebbe inizio il 25 novembre 2010 a Whistler, in Canada e terminò il 6 febbraio 2011 a Cesana, in Italia. Furono disputate ventiquattro gare, otto nel bob a 2 uomini, nel bob a 2 donne e nel bob a 4 e 2 a squadre in otto differenti località
Nel corso della stagione si tennero anche i campionati mondiali di bob 2011 a Schönau am Königssee, in Germania, competizione non valida ai fini della Coppa del Mondo mentre la tappa di Winterberg ha assegnato anche il titolo europeo.

Questa Coppa del Mondo si è svolta come di consueto in parallelo alla Coppa del Mondo di skeleton.

## Risultati

### Uomini
| Data             | Località     | Specialità | Primi classificati                                                       | Secondi classificati                                                   | Terzi classificati                                                       |
| ---------------- | ------------ | ---------- | ------------------------------------------------------------------------ | ---------------------------------------------------------------------- | ------------------------------------------------------------------------ |
| 25 novembre 2010 | Whistler     | A due      | Manuel Machata Andreas Bredau Germania                                   | Lyndon Rush Neville Wright Canada                                      | Karl Angerer Christian Friedrich Germania                                |
| 27 novembre 2010 | Whistler     | A quattro  | Steven Holcomb Justin Olsen Steve Mesler Curtis Tomasevicz Stati Uniti   | Maximilian Arndt Rene Tiefert Martin Putze Alexander Rödiger Germania  | Manuel Machata Andreas Bredau Michail Makarow Christian Poser Germania   |
| 3 dicembre 2010  | Calgary      | A due      | Karl Angerer Gregor Bermbach Germania                                    | Manuel Machata Andreas Bredau Germania                                 | Patrice Servelle Lascelles Brown Monaco                                  |
| 4 dicembre 2010  | Calgary      | A quattro  | Manuel Machata Andreas Bredau Michail Makarow Christian Poser Germania   | Karl Angerer Gregor Bermbach Alex Mann Christian Friedrich Germania    | Maximilian Arndt Rene Tiefert Martin Putze Alexander Rödiger Germania    |
| 10 dicembre 2010 | Park City    | A due      | Aleksandr Zubkov Dmitrij Trunenkov Russia                                | Simone Bertazzo Sergio Riva Italia                                     | Manuel Machata Andreas Bredau Germania                                   |
| 11 dicembre 2010 | Park City    | A quattro  | Aleksandr Zubkov Filipp Egorov Dmitrij Trunenkov Nikolaj Chrenkov Russia | Manuel Machata Andreas Bredau Michail Makarow Christian Poser Germania | Lyndon Rush Chris le Bihan Cody Sorensen Neville Wright Canada           |
| 18 dicembre 2010 | Lake Placid  | A due      | Simone Bertazzo Sergio Riva Italia                                       | Aleksandr Zubkov Dmitrij Trunenkov Russia                              | Karl Angerer Alex Mann Germania                                          |
| 19 dicembre 2010 | Lake Placid  | A quattro  | Steven Holcomb Justin Olsen Steven Langton Curtis Tomasevicz Stati Uniti | Maximilian Arndt Rene Tiefert Alexander Rödiger Martin Putze Germania  | Lyndon Rush Justin Wilkinson Cody Sorensen Neville Wright Canada         |
| 15 gennaio 2011  | Igls         | A due      | Beat Hefti Thomas Lamparter Svizzera                                     | Aleksandr Zubkov Aleksej Voevoda Russia                                | Simone Bertazzo Matteo Torchio Italia                                    |
| 16 gennaio 2011  | Igls         | A quattro  | Manuel Machata Richard Adjei Andreas Bredau Christian Poser Germania     | Thomas Florschütz Ronny Listner Kevin Kuske Andreas Barucha Germania   | Steven Holcomb Justin Olsen Steven Langton Curtis Tomasevicz Stati Uniti |
| 22 gennaio 2011  | Winterberg   | A due      | Aleksandr Zubkov Aleksej Voevoda Russia                                  | Thomas Florschütz Kevin Kuske Germania                                 | Karl Angerer Alex Mann Germania                                          |
| 23 gennaio 2011  | Winterberg   | A quattro  | Manuel Machata Richard Adjei Andreas Bredau Florian Becke Germania       | Thomas Florschütz Ronny Listner Kevin Kuske Andreas Barucha Germania   | Aleksandr Zubkov Filipp Egorov Dmitrij Trunenkov Nikolaj Chrenkov Russia |
| 29 gennaio 2011  | Sankt Moritz | A due      | Manuel Machata Andreas Bredau Germania                                   | Beat Hefti Thomas Lamparter Svizzera                                   | Thomas Florschütz Kevin Kuske Germania                                   |
| 30 gennaio 2011  | Sankt Moritz | A quattro  | Edgars Maskalāns Daumants Dreiškens Uģis Žaļims Intars Dambis Lettonia   | Beat Hefti Roman Handschin Thomas Lamparter Manuel Luethi Svizzera     | Manuel Machata Andreas Bredau Richard Adjei Christian Poser Germania     |
| 5 febbraio 2011  | Cesana       | A due      | Simone Bertazzo Matteo Torchio Italia                                    | Beat Hefti Thomas Lamparter Svizzera                                   | Thomas Florschütz Kevin Kuske Germania                                   |
| 6 febbraio 2011  | Cesana       | A quattro  | Aleksandr Zubkov Filipp Egorov Dmitrij Trunenkov Nikolaj Chrenkov Russia | Edgars Maskalāns Daumants Dreiškens Uģis Žaļims Intars Dambis Lettonia | Lyndon Rush Justin Wilkinson Cody Sorensen Neville Wright Canada         |

### Donne
La gara di bob a due femminile di Park City, prevista per il 10 dicembre 2010, è stata cancellata a causa del maltempo ed è stata recuperata la settimana successiva durante la tappa di Lake Placid.
| Data             | Località             | Specialità | Prime classificate                           | Seconde classificate                          | Terze classificate                           |
| ---------------- | -------------------- | ---------- | -------------------------------------------- | --------------------------------------------- | -------------------------------------------- |
| 26 novembre 2010 | Whistler             | A due      | Sandra Kiriasis Stephanie Schneider Germania | Shauna Rohbock Valerie Fleming Stati Uniti    | Kaillie Humphries Heather Hughes Canada      |
| 3 dicembre 2010  | Calgary              | A due      | Cathleen Martini Berit Wiacker Germania      | Sandra Kiriasis Christin Senkel Germania      | Helen Upperton Shelley-Ann Brown Canada      |
| 17 dicembre 2010 | Lake Placid (Gara 1) | A due      | Sandra Kiriasis Berit Wiacker Germania       | Shauna Rohbock Valerie Fleming Stati Uniti    | Cathleen Martini Kristin Steinert Germania   |
| 18 dicembre 2010 | Lake Placid (Gara 2) | A due      | Sandra Kiriasis Stephanie Schneider Germania | Cathleen Martini Kristin Steinert Germania    | Helen Upperton Shelley-Ann Brown Canada      |
| 14 gennaio 2011  | Igls                 | A due      | Shauna Rohbock Valerie Fleming Stati Uniti   | Anja Schneiderheinze Christin Senkel Germania | Fabienne Meyer Hanne Schenk Svizzera         |
| 21 gennaio 2011  | Winterberg           | A due      | Sandra Kiriasis Berit Wiacker Germania       | Anja Schneiderheinze Christin Senkel Germania | Shauna Rohbock Valerie Fleming Stati Uniti   |
| 29 gennaio 2011  | St.Moritz            | A due      | Sandra Kiriasis Berit Wiacker Germania       | Anja Schneiderheinze Christin Senkel Germania | Cathleen Martini Romy Logsch Germania        |
| 5 febbraio 2011  | Cesana               | A due      | Helen Upperton Shelley-Ann Brown Canada      | Esmé Kamphuis Judith Vis Paesi Bassi          | Sandra Kiriasis Stephanie Schneider Germania |

### A squadre
| Data            | Località | Prima classificata                                                                                    | Seconda classificata                                                                                            | Terza classificata                                                                                                |
| --------------- | -------- | --- | --- | --- |
| 3 dicembre 2010 | Calgary  | Germania Frank Rommel Stefanie Szczurek Kristin Steinert Anja Huber Manuel Machata Florian Becke      | Canada Jon Montgomery Mellissa These Emily Baadsvik Amy Gough Lyndon Rush Justin Wilkinson                      | Russia Sergej Čudinov Anastasija Tambovceva Jana Vinochodova Ol'ga Potylicyna Aleksej Gorlačëv Il'ja Ivanov       |
| 15 gennaio 2011 | Igls     | Canada John Fairbairn Helen Upperton Diane Kelly Darla Deschamps-Montgomery Lyndon Rush Cody Sorensen | Austria Matthias Guggenberger Christina Hengster Anna Feichtner Janine Flock Jürgen Loacker Johannes Wipplinger | Russia Aleksandr Tret'jakov Ol'ga Fëdorova Julija Timofeeva Ol'ga Potylicyna Aleksandr Kas'janov Aleksandr Šilkin |

## Classifiche

### Bob a due uomini
| Pos. | Nome pilota         | Nazione     | WHI | CAL | PKC | LKP | IGL | WIN | STM | CES | Totale |
| ---- | ------------------- | ----------- | --- | --- | --- | --- | --- | --- | --- | --- | ------ |
| 1    | Aleksandr Zubkov    | Russia      | 4   | 6   | 1   | 2   | 2   | 1   | 4   | 5   | 1614   |
| 2    | Manuel Machata      | Germania    | 1   | 2   | 3   | 6   | 4   | 5   | 1   | 15  | 1516   |
| 3    | Simone Bertazzo     | Italia      | 8   | 9   | 2   | 1   | 3   | 8   | 10  | 1   | 1476   |
| 4    | Steven Holcomb      | Stati Uniti | 7   | 4   | 7   | 4   | 6   | 9   | 7   | 6   | 1392   |
| 5    | Lyndon Rush         | Canada      | 2   | 5   | 9   | 5   | 10  | 11  | 5   | 4   | 1386   |
| 6    | Karl Angerer        | Germania    | 2   | 1   | DSQ | 3   | 8   | 3   | 5   | 12  | 1307   |
| 7    | Patrice Servelle    | Monaco      | 9   | 2   | 5   | 9   | 12  | 10  | 18  | 8   | 1210   |
| 8    | Gregor Baumann      | Svizzera    | 10  | 12  | 11  | 12  | 7   | 6   | 8   | 10  | 1184   |
| 9    | Aleksandr Kas'janov | Russia      | 6   | 10  | 7   | 10  | 14  | 14  | 13  | 9   | 1128   |
| 10   | John Napier         | Stati Uniti | -   | 11  | 6   | 7   | 18  | 12  | 15  | 11  | 928    |

### Bob a quattro uomini
| Pos. | Nome pilota         | Nazione     | WHI | CAL | PKC | LKP | IGL | WIN | STM | CES | Totale |
| ---- | ------------------- | ----------- | --- | --- | --- | --- | --- | --- | --- | --- | ------ |
| 1    | Manuel Machata      | Germania    | 3   | 1   | 2   | 6   | 1   | 1   | 3   | 11  | 1597   |
| 2    | Steven Holcomb      | Stati Uniti | 1   | 5   | 6   | 1   | 3   | 6   | 8   | 6   | 1522   |
| 3    | Aleksandr Zubkov    | Russia      | 5   | 4   | 1   | DSQ | 4   | 2   | 4   | 1   | 1420   |
| 4    | Karl Angerer        | Germania    | 4   | 2   | 7   | 4   | 8   | 7   | 6   | 10  | 1410   |
| 5    | Aleksandr Kas'janov | Russia      | 7   | 7   | 4   | 5   | 5   | 4   | 12  | 5   | 1400   |
| 6    | Lyndon Rush         | Canada      | 6   | 6   | 3   | 3   | 7   | 18  | 9   | 3   | 1352   |
| 7    | Simone Bertazzo     | Italia      | 8   | 12  | 9   | 8   | 12  | 11  | 15  | 9   | 1120   |
| 8    | Patrice Servelle    | Monaco      | 9   | 8   | 8   | -   | 9   | 12  | 18  | 14  | 944    |
| 9    | Gregor Baumann      | Svizzera    | 6   | 10  | 7   | 10  | 14  | 14  | 13  | 9   | 1128   |
| 10   | Aleksej Gorlačëv    | Russia      | -   | 10  | 10  | 9   | 17  | 14  | 11  | 12  | 904    |

### Combinata uomini
| Pos. | Nome pilota         | Nazione     | WHI    | CAL     | PKC     | LKP     | IGL     | WIN     | STM     | CES     | Totale |
| ---- | ------------------- | ----------- | ------ | ------- | ------- | ------- | ------- | ------- | ------- | ------- | ------ |
| 1    | Manuel Machata      | Germania    | 1 / 3  | 2 / 1   | 3 / 2   | 6 / 6   | 4 / 1   | 5 / 1   | 1 / 3   | 15 / 11 | 3113   |
| 2    | Aleksandr Zubkov    | Russia      | 4 / 5  | 6 / 4   | 1 / 1   | 2 / DSQ | 2 / 4   | 1 / 2   | 4 / 4   | 5 / 1   | 3034   |
| 3    | Steven Holcomb      | Stati Uniti | 7 / 1  | 4 / 5   | 7 / 6   | 4 / 1   | 6 / 3   | 9 / 6   | 7 / 8   | 6 / 6   | 2914   |
| 4    | Lyndon Rush         | Canada      | 2 / 6  | 5 / 6   | 9 / 3   | 5 / 3   | 10 / 7  | 11 / 18 | 5 / 9   | 4 / 3   | 2738   |
| 5    | Karl Angerer        | Germania    | 2 / 4  | 1 / 2   | DSQ / 7 | 3 / 4   | 8 / 8   | 3 / 7   | 5 / 6   | 12 / 10 | 2717   |
| 6    | Simone Bertazzo     | Italia      | 8 / 8  | 9 / 12  | 2 / 9   | 1 / 8   | 3 / 12  | 8 / 11  | 10 / 15 | 1 / 9   | 2596   |
| 7    | Aleksandr Kas'janov | Russia      | 6 / 7  | 10 / 7  | 7 / 4   | 10 / 5  | 14 / 5  | 14 / 4  | 13 / 12 | 9 / 5   | 2528   |
| 8    | Patrice Servelle    | Monaco      | 9 / 9  | 2 / 8   | 5 / 8   | 9 / -   | 12 / 9  | 10 / 12 | 18 / 18 | 8 / 14  | 2154   |
| 9    | Gregor Baumann      | Svizzera    | 10 / - | 12 / 11 | 11 / 12 | 12 / -  | 7 / 6   | 6 / 8   | 8 / 7   | 10 / 8  | 2112   |
| 10   | John Napier         | Stati Uniti | -      | 11 / 9  | 6 / 11  | 7 / 7   | 18 / 15 | 12 / 13 | 15 / 16 | 11 / 13 | 1824   |

### Bob  donne
| Pos. | Nome pilota          | Nazione     | WHI | CAL | LKP-1 | LKP-2 | IGL | WIN | STM | CES | Totale |
| ---- | -------------------- | ----------- | --- | --- | ----- | ----- | --- | --- | --- | --- | ------ |
| 1    | Sandra Kiriasis      | Germania    | 1   | 2   | 1     | 1     | 6   | 1   | 1   | 3   | 1711   |
| 2    | Cathleen Martini     | Germania    | 4   | 1   | 3     | 2     | 6   | 5   | 3   | 6   | 1563   |
| 3    | Kaillie Humphries    | Canada      | 3   | 4   | 8     | 9     | 8   | 8   | 4   | 5   | 1400   |
| 4    | Shauna Rohbock       | Stati Uniti | 2   | 8   | 2     | DNF   | 1   | 3   | 7   | 4   | 1365   |
| 5    | Helen Upperton       | Canada      | -   | 3   | 4     | 3     | 4   | 7   | 5   | 1   | 1361   |
| 6    | Esmé Kamphuis        | Paesi Bassi | 7   | 10  | 7     | 7     | 12  | 4   | 6   | 2   | 1354   |
| 7    | Fabienne Meyer       | Svizzera    | 8   | 7   | 6     | 4     | 3   | 13  | 11  | 7   | 1320   |
| 8    | Bree Schaaf          | Stati Uniti | 6   | 6   | 5     | 5     | -   | -   | 13  | 9   | 992    |
| 9    | Anastasija Skulkina  | Russia      | 5   | 15  | 9     | 12    | 14  | 12  | 10  | DSQ | 952    |
| 10   | Anja Schneiderheinze | Germania    | -   | -   | -     | -     | 2   | 2   | 2   | 11  | 766    |